# Furkan Korkmaz
Furkan Korkmaz (Bakırköy, 24 luglio 1997) è un cestista turco, professionista in NBA e in Europa.

## Carriera
Il 23 giugno 2016 venne selezionato al primo giro come 26ª scelta assoluta dai Philadelphia 76ers al Draft NBA 2016.
Dopo essere rimasto per un anno a maturare in Patria nelle file del Banvit, venne richiamato dai 76ers il 5 luglio 2017.

## Statistiche

### NBA

#### Regular Season
| Anno      | Squadra            | PG  | PT | MP   | TC%  | 3P%  | TL%  | RP  | AP  | PRP | SP  | PP  |
| --------- | ------------------ | --- | -- | ---- | ---- | ---- | ---- | --- | --- | --- | --- | --- |
| 2017-2018 | Philadelphia 76ers | 14  | 0  | 5,7  | 28,6 | 29,4 | 50,0 | 0,8 | 0,3 | 0,1 | 0,1 | 1,6 |
| 2018-2019 | Philadelphia 76ers | 48  | 7  | 14,2 | 40,0 | 32,6 | 81,8 | 2,2 | 1,1 | 0,6 | 0,0 | 5,8 |
| 2019-2020 | Philadelphia 76ers | 72  | 12 | 21,7 | 43,0 | 40,2 | 75,5 | 2,3 | 1,1 | 0,6 | 0,2 | 9,8 |
| 2020-2021 | Philadelphia 76ers | 55  | 11 | 19,3 | 40,1 | 37,5 | 73,2 | 2,1 | 1,5 | 0,9 | 0,2 | 9,1 |
| 2021-2022 | Philadelphia 76ers | 67  | 19 | 21,1 | 38,7 | 28,9 | 81,0 | 2,6 | 1,9 | 0,5 | 0,1 | 7,6 |
| 2022-2023 | Philadelphia 76ers | 37  | 0  | 9,5  | 43,2 | 39,1 | 72,2 | 1,1 | 0,6 | 0,3 | 0,1 | 3,8 |
| 2023-2024 | Philadelphia 76ers | 32  | 0  | 7,8  | 39,1 | 35,1 | 68,8 | 0,7 | 0,8 | 0,4 | 0,0 | 2,4 |
| Carriera  | Carriera           | 325 | 49 | 16,6 | 40,6 | 35,6 | 76,1 | 2,0 | 1,2 | 0,5 | 0,1 | 6,9 |

#### Playoffs
| Anno     | Squadra            | PG | PT | MP   | TC%  | 3P%  | TL%  | RP  | AP  | PRP | SP  | PP  |
| -------- | ------------------ | -- | -- | ---- | ---- | ---- | ---- | --- | --- | --- | --- | --- |
| 2018     | Philadelphia 76ers | 1  | 0  | 1,6  | 100  | 100  | -    | 0,0 | 0,0 | 0,0 | 0,0 | 3,0 |
| 2019     | Philadelphia 76ers | 4  | 0  | 8,9  | 33,3 | 37,5 | 80,0 | 1,5 | 1,3 | 0,0 | 0,3 | 4,8 |
| 2020     | Philadelphia 76ers | 4  | 0  | 10,1 | 0,0  | 0,0  | 60,0 | 1,5 | 0,5 | 0,3 | 0,0 | 0,8 |
| 2021     | Philadelphia 76ers | 12 | 4  | 16,2 | 41,1 | 31,8 | 71,4 | 2,0 | 0,6 | 0,6 | 0,3 | 7,0 |
| 2022     | Philadelphia 76ers | 9  | 0  | 6,8  | 47,8 | 40,0 | 100  | 1,3 | 0,4 | 0,1 | 0,1 | 3,1 |
| 2023     | Philadelphia 76ers | 3  | 0  | 3,7  | 0,0  | 0,0  | 100  | 0,3 | 0,3 | 0,0 | 0,0 | 0,7 |
| Carriera | Carriera           | 33 | 4  | 10,5 | 38,7 | 31,4 | 75,0 | 1,5 | 0,6 | 0,3 | 0,2 | 4,2 |

#### Massimi in carriera
- Massimo di punti: 34 vs Memphis Grizzlies (7 febbraio 2020)[3]
- Massimo di rimbalzi: 11 vs Houston Rockets (3 gennaio 2022)
- Massimo di assist: 6 (3 volte)
- Massimo di palle rubate: 5 vs Oklahoma City Thunder (10 aprile 2021)
- Massimo di stoppate: 2 (7 volte)
- Massimo di minuti giocati: 45 vs Milwaukee Bucks (9 novembre 2021)

### NBA G-League
| Anno      | Squadra        | PG | PT | MP   | TC%  | 3P%  | TL%  | RP  | AP  | PRP | SP  | PP   |
| --------- | -------------- | -- | -- | ---- | ---- | ---- | ---- | --- | --- | --- | --- | ---- |
| 2017-2018 | Delaware 87ers | 9  | 9  | 31,9 | 35,0 | 19,4 | 79,4 | 5,1 | 3,2 | 1,2 | 0,6 | 15,4 |

## Palmarès

### Club
- Coppa di Turchia: 2

Anadolu Efes: 2014-15
Bandırma Banvit: 2017
- Coppa del Presidente: 1

Anadolu Efes: 2015

### Individuale
- Basketball Champions League Best Young Player: 1

Banvit: 2016-2017